# Stigmaphyllon
Stigmaphyllon är ett släkte av tvåhjärtbladiga växter. Stigmaphyllon ingår i familjen Malpighiaceae.

## Bildgalleri

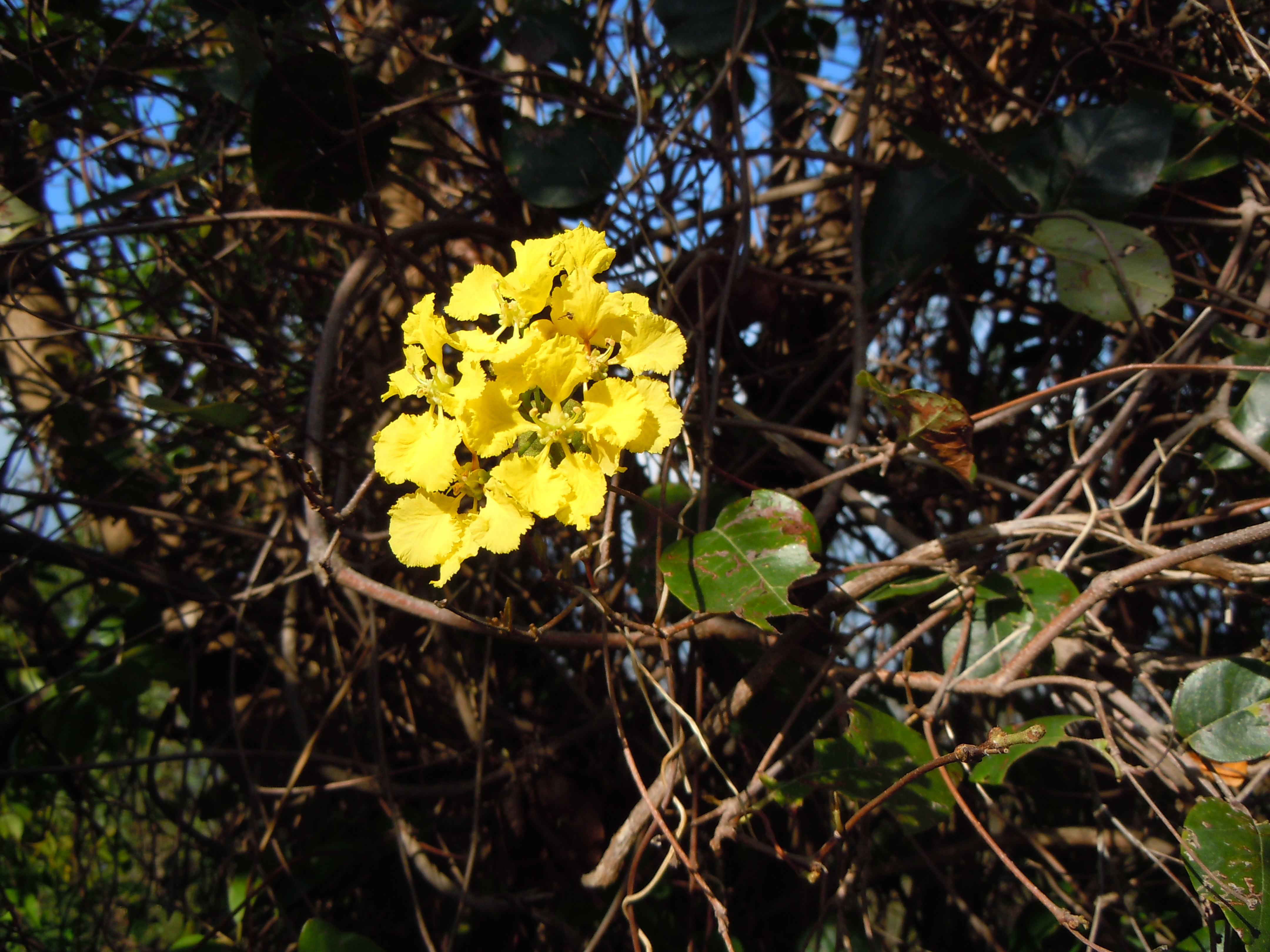
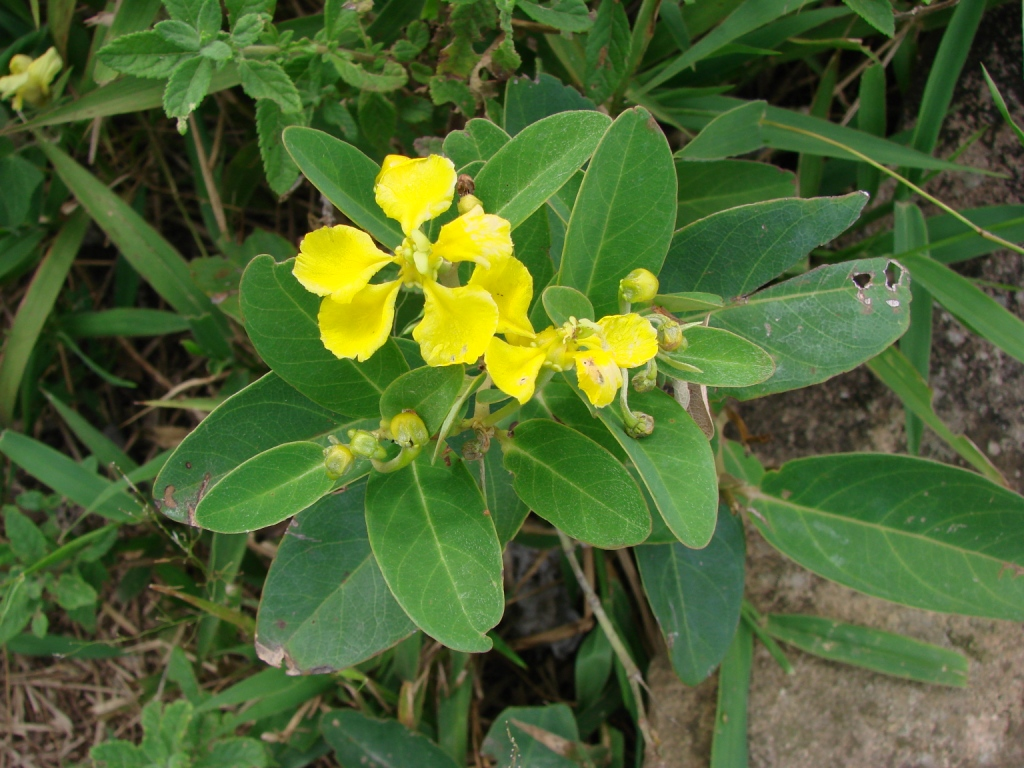

## Dottertaxa tillStigmaphyllon, i alfabetisk ordning[1]
- Stigmaphyllon aberrans
- Stigmaphyllon abutilifolium
- Stigmaphyllon acuminatum
- Stigmaphyllon adenodon
- Stigmaphyllon adenophorum
- Stigmaphyllon affine
- Stigmaphyllon albidum
- Stigmaphyllon alternans
- Stigmaphyllon alternifolium
- Stigmaphyllon angulosum
- Stigmaphyllon angustifolium
- Stigmaphyllon angustilobum
- Stigmaphyllon arenicola
- Stigmaphyllon argenteum
- Stigmaphyllon auriculatum
- Stigmaphyllon australiense
- Stigmaphyllon bannisterioides
- Stigmaphyllon blanchetii
- Stigmaphyllon bogotense
- Stigmaphyllon boliviense
- Stigmaphyllon bonariense
- Stigmaphyllon bradei
- Stigmaphyllon brassii
- Stigmaphyllon calcaratum
- Stigmaphyllon carautae
- Stigmaphyllon cardiophyllum
- Stigmaphyllon cavernulosum
- Stigmaphyllon ciliatum
- Stigmaphyllon coccolobifolium
- Stigmaphyllon coloratum
- Stigmaphyllon columbicum
- Stigmaphyllon convolvulifolium
- Stigmaphyllon cordatum
- Stigmaphyllon crenatum
- Stigmaphyllon cuzcanum
- Stigmaphyllon dealbatum
- Stigmaphyllon dichotomum
- Stigmaphyllon discolor
- Stigmaphyllon diversifolium
- Stigmaphyllon echitoides
- Stigmaphyllon ecuadorense
- Stigmaphyllon eggersii
- Stigmaphyllon ellipticum
- Stigmaphyllon emarginatum
- Stigmaphyllon finlayanum
- Stigmaphyllon floribundum
- Stigmaphyllon florosum
- Stigmaphyllon gayanum
- Stigmaphyllon glabrum
- Stigmaphyllon goudotii
- Stigmaphyllon grandifolium
- Stigmaphyllon gymnopodum
- Stigmaphyllon harleyi
- Stigmaphyllon hatschbachii
- Stigmaphyllon herbaceum
- Stigmaphyllon hispidum
- Stigmaphyllon hypargyreum
- Stigmaphyllon intermedium
- Stigmaphyllon jatrophifolium
- Stigmaphyllon jobertii
- Stigmaphyllon laciniatum
- Stigmaphyllon lacunosum
- Stigmaphyllon lalandianum
- Stigmaphyllon lanceolatum
- Stigmaphyllon lindenianum
- Stigmaphyllon macedoanum
- Stigmaphyllon mackeeanum
- Stigmaphyllon macropodum
- Stigmaphyllon mariae
- Stigmaphyllon matogrossense
- Stigmaphyllon maynense
- Stigmaphyllon mcphersonii
- Stigmaphyllon merrillii
- Stigmaphyllon micranthum
- Stigmaphyllon microphyllum
- Stigmaphyllon nipense
- Stigmaphyllon nudiflorum
- Stigmaphyllon orientale
- Stigmaphyllon palmatum
- Stigmaphyllon panamense
- Stigmaphyllon papuanum
- Stigmaphyllon paraense
- Stigmaphyllon paralias
- Stigmaphyllon peruvianum
- Stigmaphyllon pseudopuberum
- Stigmaphyllon puberulum
- Stigmaphyllon puberum
- Stigmaphyllon pullenii
- Stigmaphyllon retusum
- Stigmaphyllon romeroi
- Stigmaphyllon rotundifolium
- Stigmaphyllon sagraeanum
- Stigmaphyllon salzmannii
- Stigmaphyllon sarmentosum
- Stigmaphyllon saxicola
- Stigmaphyllon selerianum
- Stigmaphyllon sericeum
- Stigmaphyllon singulare
- Stigmaphyllon sinuatum
- Stigmaphyllon solomonense
- Stigmaphyllon stenophyllum
- Stigmaphyllon strigosum
- Stigmaphyllon stylopogon
- Stigmaphyllon suffruticosum
- Stigmaphyllon sundaicum
- Stigmaphyllon taomense
- Stigmaphyllon tarapotense
- Stigmaphyllon tergolanatum
- Stigmaphyllon tiliifolium
- Stigmaphyllon timoriense
- Stigmaphyllon tomentosum
- Stigmaphyllon tonduzii
- Stigmaphyllon urenifolium
- Stigmaphyllon velutinum
- Stigmaphyllon venulosum
- Stigmaphyllon vitifolium
- Stigmaphyllon yungasense